# Hallein (distrikt)
Hallein är ett distrikt (Bezirk) i det österrikiska  förbundslandet Salzburg. Distriktets huvudort är Hallein. I väster gränsar distriktet till Bayern i Tyskland. Distriktet kallas även för Tennengau.
Distriktet delas in i en stadskommun, fyra köpingskommuner och åtta kommuner:

Kommunerna i distriktet Hallein

Stadskommun (Stadtgemeinde):
- Hallein

Köpingskommuner (Marktgemeinden):
- Abtenau
- Golling an der Salzach
- Kuchl
- Oberalm

Kommuner (Gemeinden):
- Adnet
- Annaberg-Lungötz
- Bad Vigaun
- Krispl
- Puch bei Hallein
- Rußbach am Paß Gschütt
- Sankt Koloman
- Scheffau am Tennengebirge